# 'Ata Malik Juwayni
ʿAṭā Malik Juwaynī (in persiano عطاملک جوینی‎; Juwayn, 1226 – Azerbaigian, 1283) è stato un politico persiano, successore - in veste di Governatore di Baghdad - di Guo Kan.
Il suo nome completo era ʿAlāʾ al-Dīn ʿAṭāʾ Allāh (in persiano علاء الدین عطاء الله‎) e fu un politico, nonché autore di un'opera riguardante l'Impero mongolo, intitolata Tarīkh-i Jahān-gushā (Storia del conquistatore del mondo).
Suo nonno e suo padre, Bahāʾ al-Dīn avevano occupato la carica di ṣāḥīb-dīvān, o ministro delle Finanze, rispettivamente per conto di Muḥammad Jalāl al-Dīn Mankubirni e Ögedei Khan. Bahāʾ al-Dīn era stato verso il 1246 anche rappresentante dell'Emiro Arghūn, e in questa funzione aveva avuto giurisdizione su un'ampia area, comprendente la Georgia e l'Armenia.
Juwaynī stesso divenne un importante funzionario dell'Impero. Visitò due volte la capitale mongola di Karakorum, avviando la sua storia delle conquiste mongole nel corso di una di tali visite (c. 1252-53). Fu con l'Ilkhan Hulagu nel 1256 nella sua azione contro il centro ismailita di Alamūt e a lui si deve la salvezza di una buona parte della sua celebre biblioteca. Accompagnò Hulagu anche durante la sua presa di Baghdad, che nel 1258 mise fine al Califfato abbaside, e l'anno successivo fu nominato Governatore dell'antica capitale abbaside, della Bassa Mesopotamia e del Khuzistan. Verso il 1282, Juwaynī raggiunse il Kuriltai (o qurultai, cioè Assemblea), convocata nella zona dei pascoli di Ala-Taq a NE del Lago Van. Morì l'anno dopo a Mughan, o Arran (Azerbaigian persiano).
Il fratello di Juwaynī fu il potente Shams al-Dīn Moḥammad Ṣāḥib-Dīvān, che servì come ministro delle Finanze sotto Hulagu e Abaqa Khan, un abile leader, Shams al-Dīn ebbe anche influenti suoceri: sua moglie Khoshak fu infatti figlia di Awak Zak'arean-Mkhargrdzeli - importante comandante militare (amīr sipahsālār) di Georgia e Gvantsa - che più tardi divenne regina di Georgia.
La posizione politica di ʿAṭā Malik Juwaynī lo mise in condizione di scrivere un'importante e fondamentale storia dei Mongoli, ricca d'informazioni altrimenti impossibili da maneggiare da parte di altri storici musulmani. Tuttavia, per ragioni a noi ignote, il capolavoro di Juwaynī si ferma al 1260, più di venti anni prima della sua morte.
L'edizione principe della storia di Juwaynī è stata pubblicata sotto il titolo di Tarīkh-i Jahān-gushā, ed. Mirza Muhammad Qazwini, 3 voll., Gibb Memorial Series 16 (Leiden and London, 1912–37).

In Italia il lavoro è stato tradotto e commentato nel 1962 dall'iranista Gianroberto Scarcia.